# Брюне де Прель, Владимир
Шарль Мари́ Владими́р Брюне́ де Прель (фр. Charles Marie Wladimir Brunet de Presle; 10 ноября 1809 года Париж — 12 сентября 1875 года) — французский эллинист и египтолог, академик; закончил начатое Летронном издание греческих папирусов.

## Биография и труды
Родился в 1809 году. Изучал классическую филологию, занялся новогреческим языком и в 1828 году издал «Максимы» Ларошфуко в переводе на греческий язык.
В 1842 году написал труд «Recherches sur les établissements des Grecs en Sicile» (Париж, 1845), за который получил премию от Академии надписей; в 1846 — «L’examen critique de la succession des dynasties égyptiennes» (Париж, 1850), удостоенное почётного отзыва.
После смерти Летронна (1787—1848), Брюне де Прелю было поручено продолжение уже начатого Летронном издания греческих папирусов, вывезенных из Египта. Он закончил это издание, вышедшее под заглавием: «Греческие папирусы Луврского музея и императорской библиотеки» (Les papyrus grecs du musée du Louvre et de la bibliothèque impériale, с атласом из 52 точно воспроизведенных листов, Париж, 1865).
На основании изучения этих папирусов и открытий Мариетта, он написал монографию «Monographie du Sérapé ou de Memphis», помещённую в Мемуарах Академии надписей, членом которой он был.
Преподавал греческий язык в Школе восточных языков (École des langues orientales vivantes). Умер в 1875 в Парузо, в департаменте Сены и Марны.